# Luis Ramallo
Luis Wílliam Ramallo Fernández (Cochabamba, 4 de julho de 1963) é um ex-futebolista boliviano. Obteve sucesso com a camisa do Destroyers, onde jogou entre 1989 e 1993. Jogou também por Petrolero, Bolívar, Oriente Petrolero e Jorge Wilstermann até 1997, quando encerrou a carreira de jogador.
Esteve presente na Copa de 1994 e da Copa América de 1993. Com a camisa da Seleção Boliviana, Ramallo jogou 36 partidas e marcou nove gols entre 1989 e 1997.
Com 137 gols marcados no Campeonato Boliviano, o atacante (conhecido por Fantasma ou Pescador da área) é o décimo maior artilheiro da competição.

## Vida pessoal
É pai do também atacante Rodrigo Ramallo, que atualmente joga no Aurora e fez parte do elenco da Seleção Boliviana que disputou a Copa América Centenário.